# Palazzo Natoli

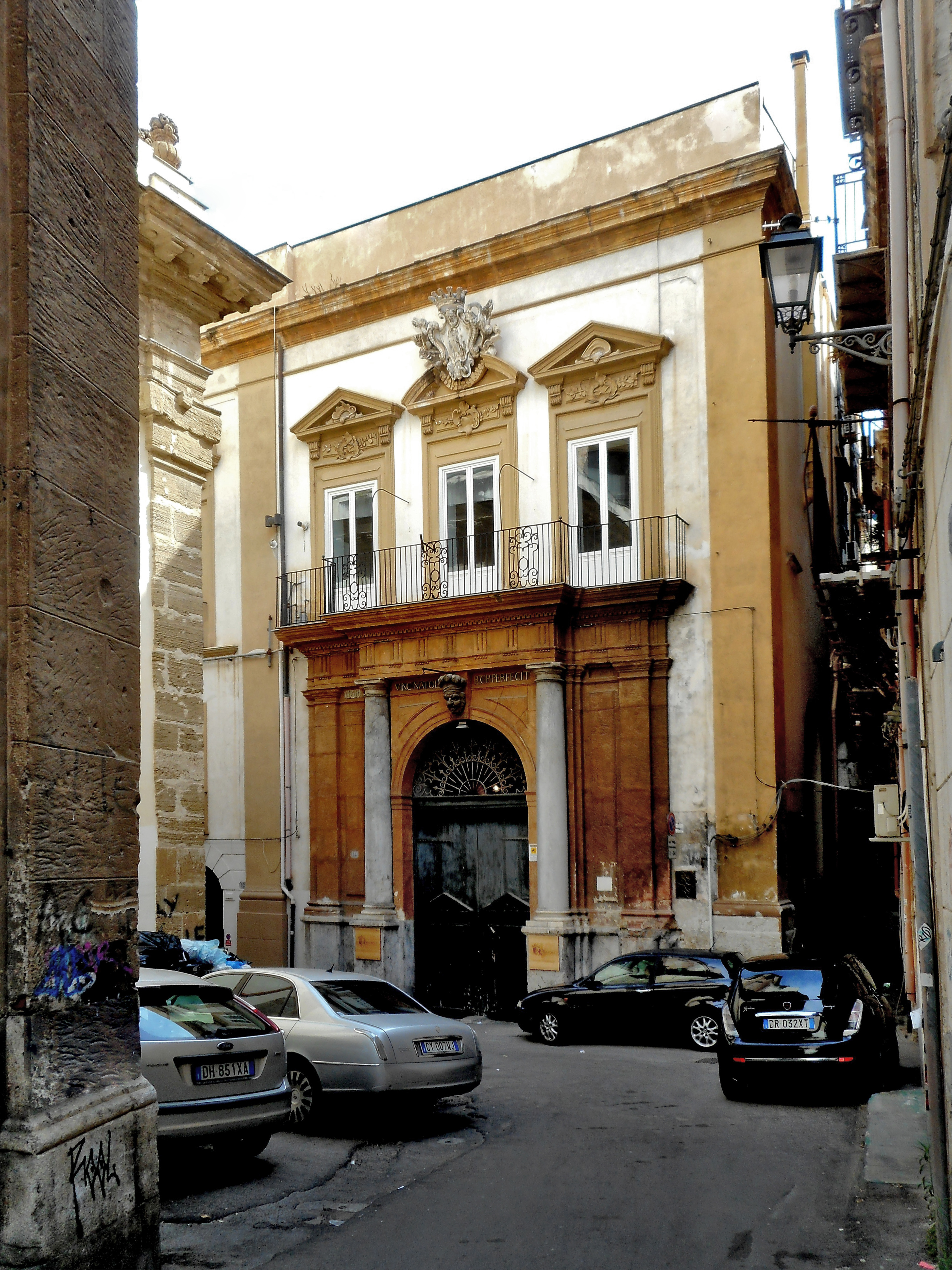
Palazzo Natoli, Eingangsportal

Der Palazzo Natoli ist ein Barockpalast im Zentrum von Palermo. Er wurde 1765 für den Marchese Vincenzo Natoli, einen 1756 durch Karl III. in den Adelsstand erhobenen Richter am Gran Corte erbaut. Der Palazzo wurde in den 2000er Jahren renoviert und in Wohnungen umgewandelt, die inzwischen als Boutique-Hotel genutzt werden.

## Baubeschreibung
Der zweigeschossige Palazzo liegt in einer engen Gasse neben der Kirche SS. Salvatore, der Eingang wurde daher an das Ende der Fassade verlegt, wo er eine kleine platzartige Erweiterung der Straße hinter der Kirche überblickt. Ungewöhnlich ist die Überbauung eines bestehenden Gebäudes: nur das Obergeschoss der ersten drei Fensterachsen gehört tatsächlich zum Palazzo, darunter befindet sich als „Erdgeschoss“ ein älteres einfaches Gebäude mit zwei niedrigen Etagen.
Das monumentale Eingangsportal ist durch eine von Pilastern eingefasste Schauwand aus gelblichem Tuffstein geschmückt. Der leicht vorgezogene Eingang wird von Säulen flankiert, über der Tür befindet sich ein Mascherone, eine Inschrift links und rechts von ihm nennt den Bauherren: VINC.NATOLI R.C.P.PERFECIT, unter der Maske ist recht klein das Datum MDCCLXV (1765 in römischen Ziffern) zu erkennen. Nach oben wird die Schauwand durch einen Triglyphenfries abgeschlossen, auf dem im Obergeschoss ein durchgehender Balkon aufliegt. Auf den Balkon führen drei bodentiefe Fenster, die beiden äußeren werden von Dreiecksgiebeln bekrönt, der mittlere Giebel ist als Sprenggiebel ausgeführt und nimmt eine reich verzierte Kartusche mit dem Wappen der Natoli auf.
Im Inneren führt eine monumentale zweiläufige Treppenanlage vom Eingang zu den Repräsentationsräumen im ersten Stock, hier befinden sich bedeutende Fresken von Gioacchino Martorana, u. a. eine Assunta und eine Anbetung des Vinzenz Ferrer.